# Westerland (Sylt)

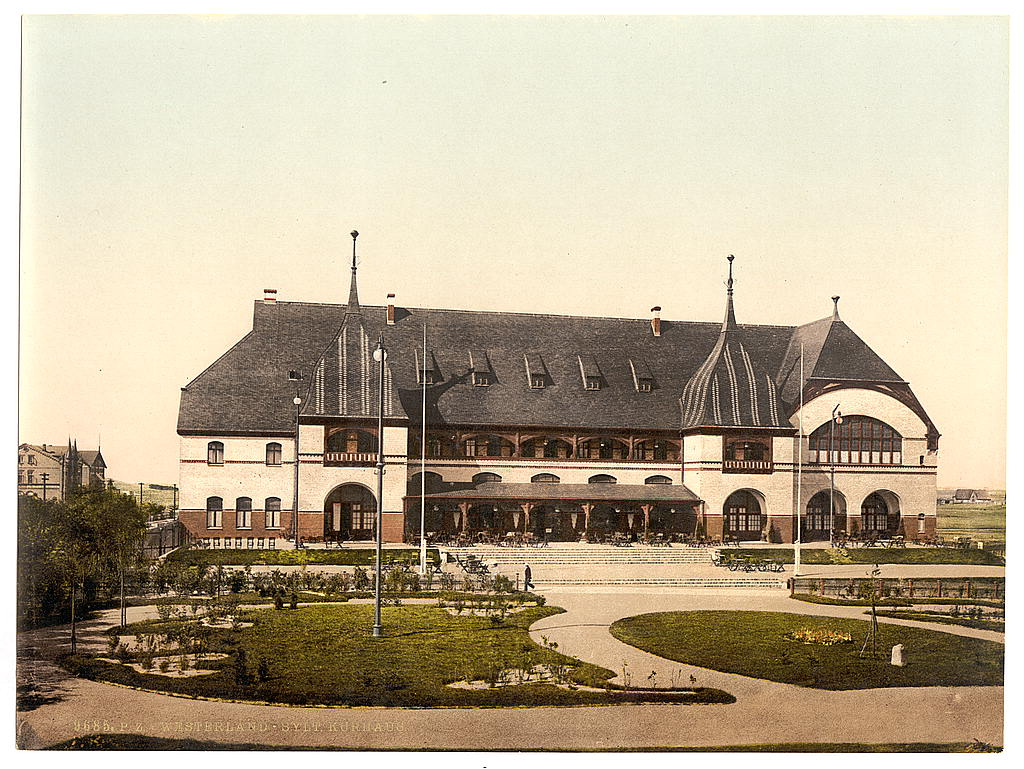
Il Kurhaus circa 1900

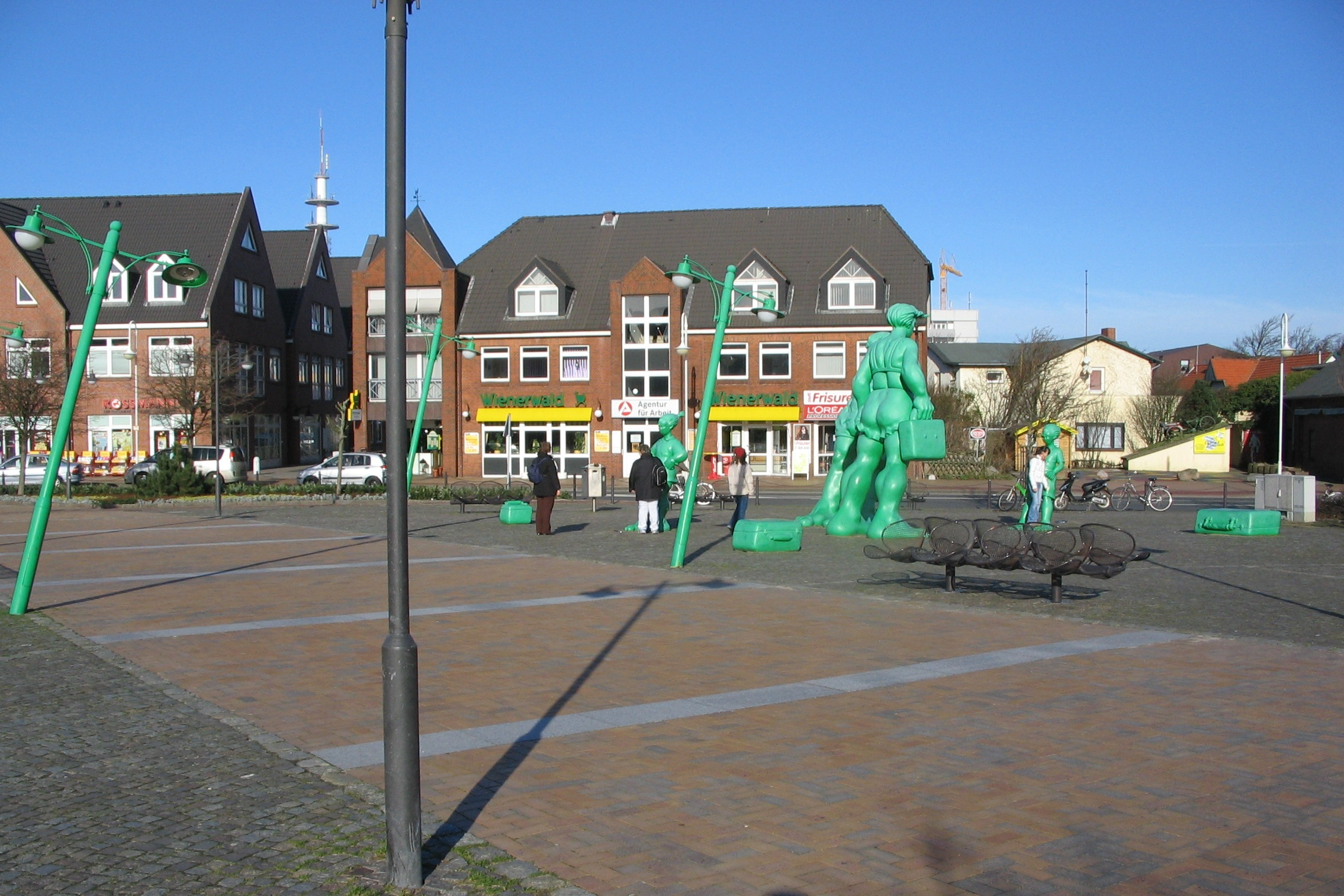
Westerland: il piazzale della stazione ferroviaria con i "Reisende Riesen im Wind"

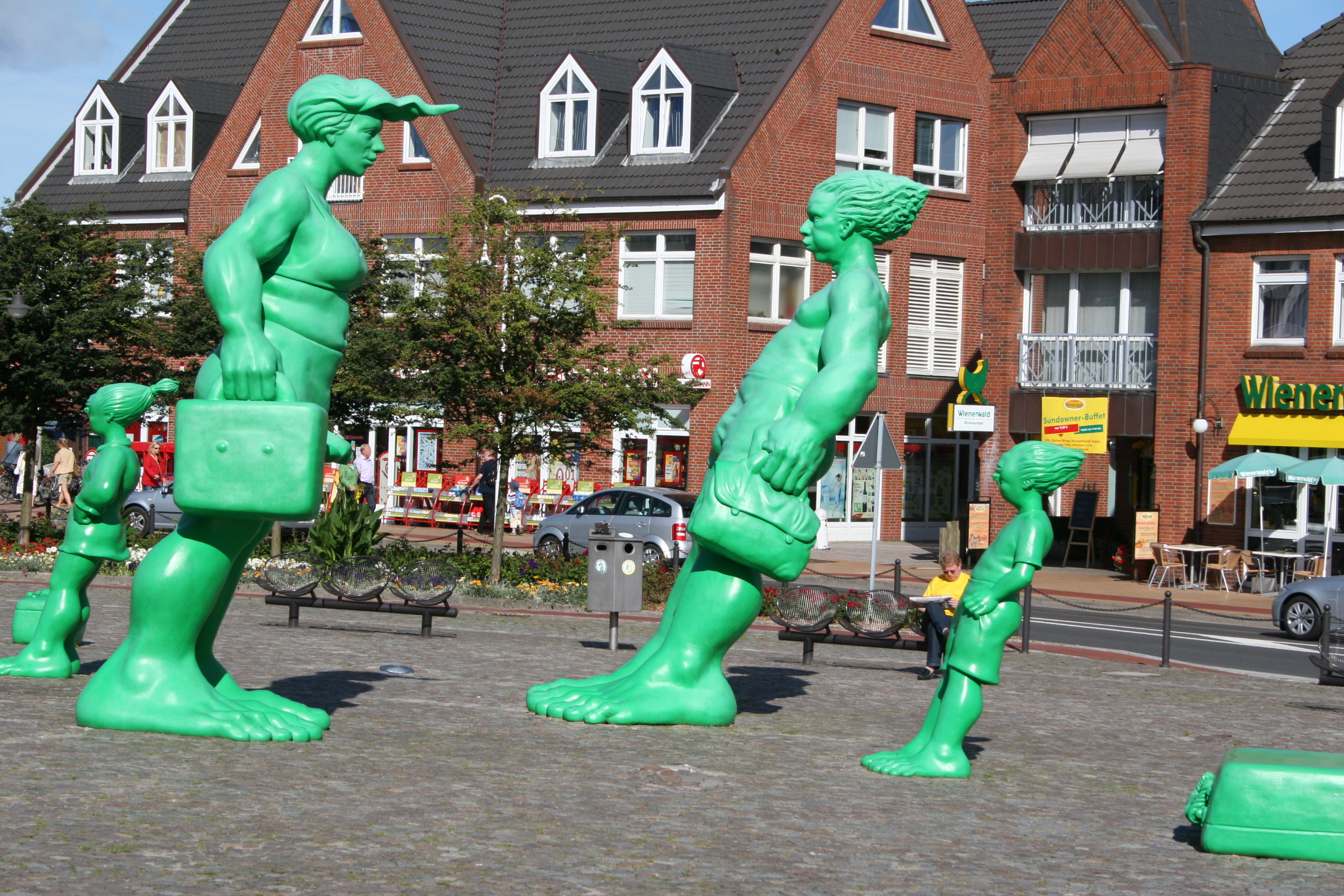
Westerland: i "Reisende Riesen im Wind"

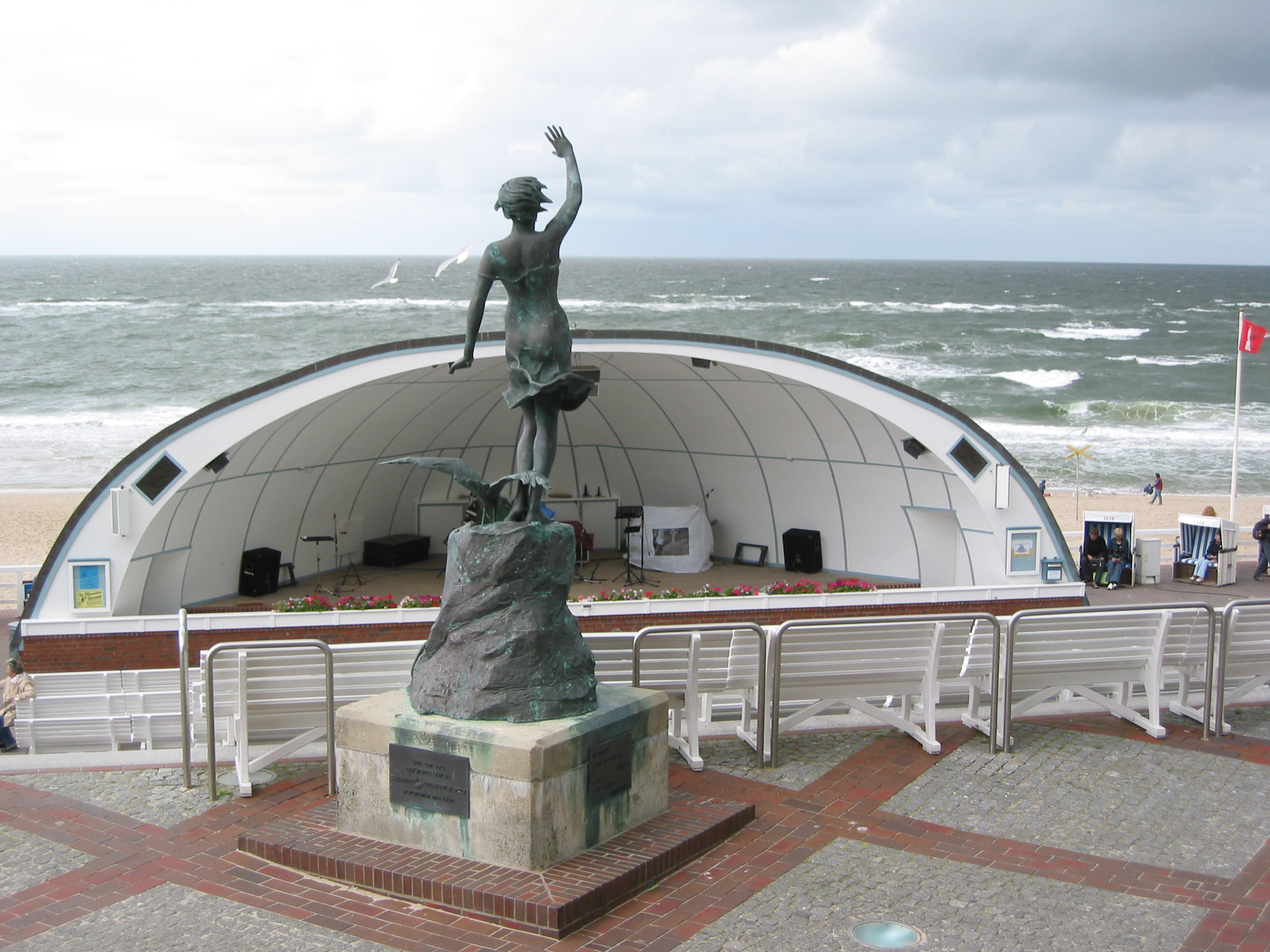
Westerland: il Musikmuschel

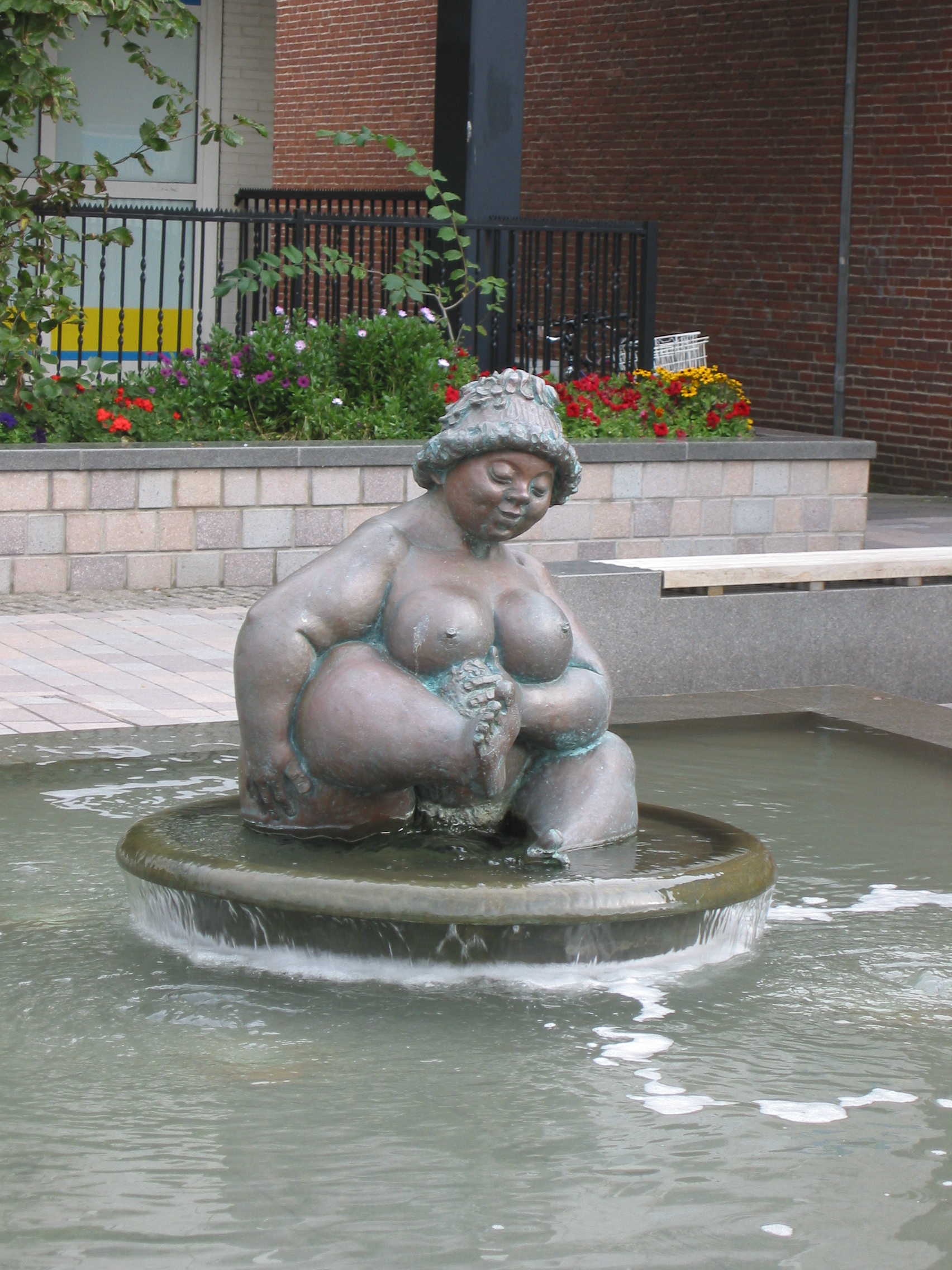
Westerland: la Fontana di Guglielmina realizzata nel 1980 da Ursula Hensel-Krüger

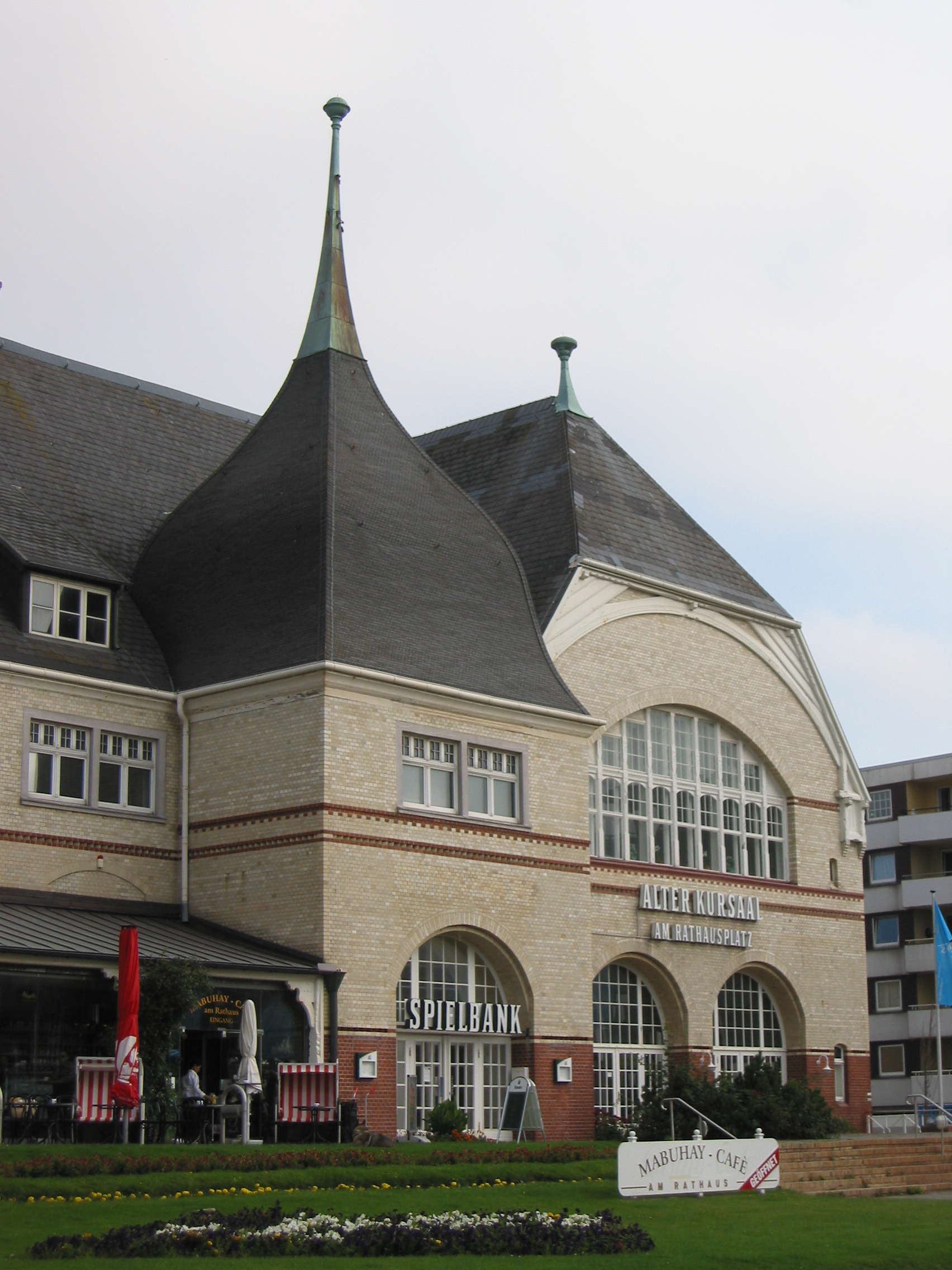
Westerland: il Kurhaus con il casinò

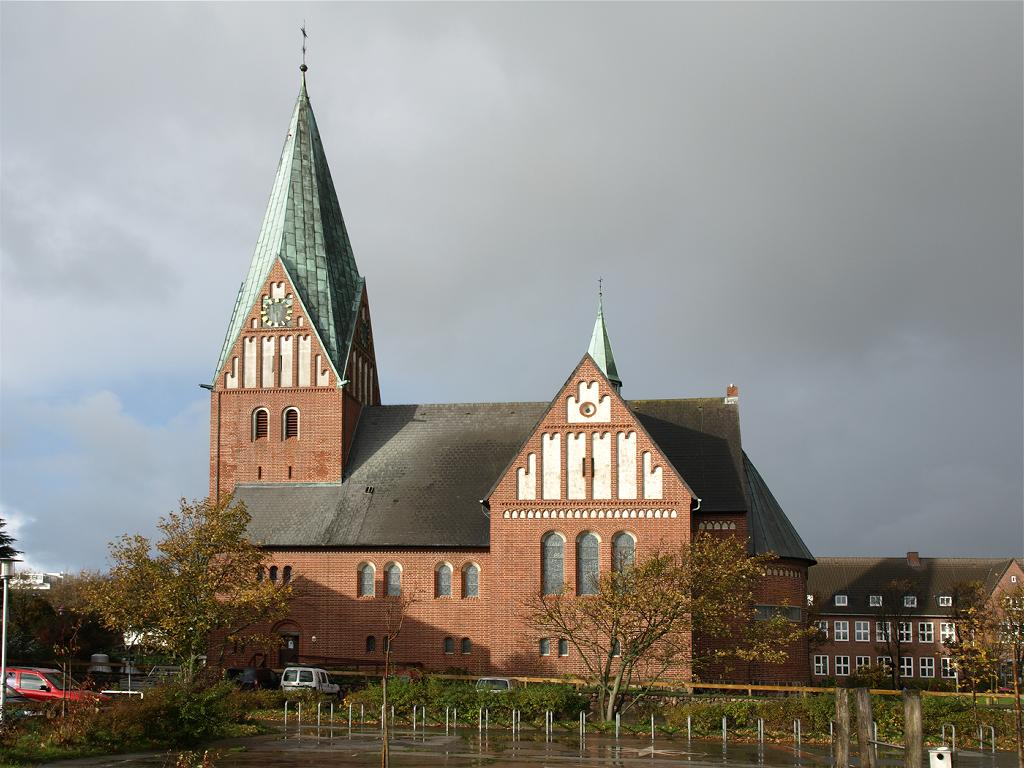
Westerland: la Chiesa di San Nicola

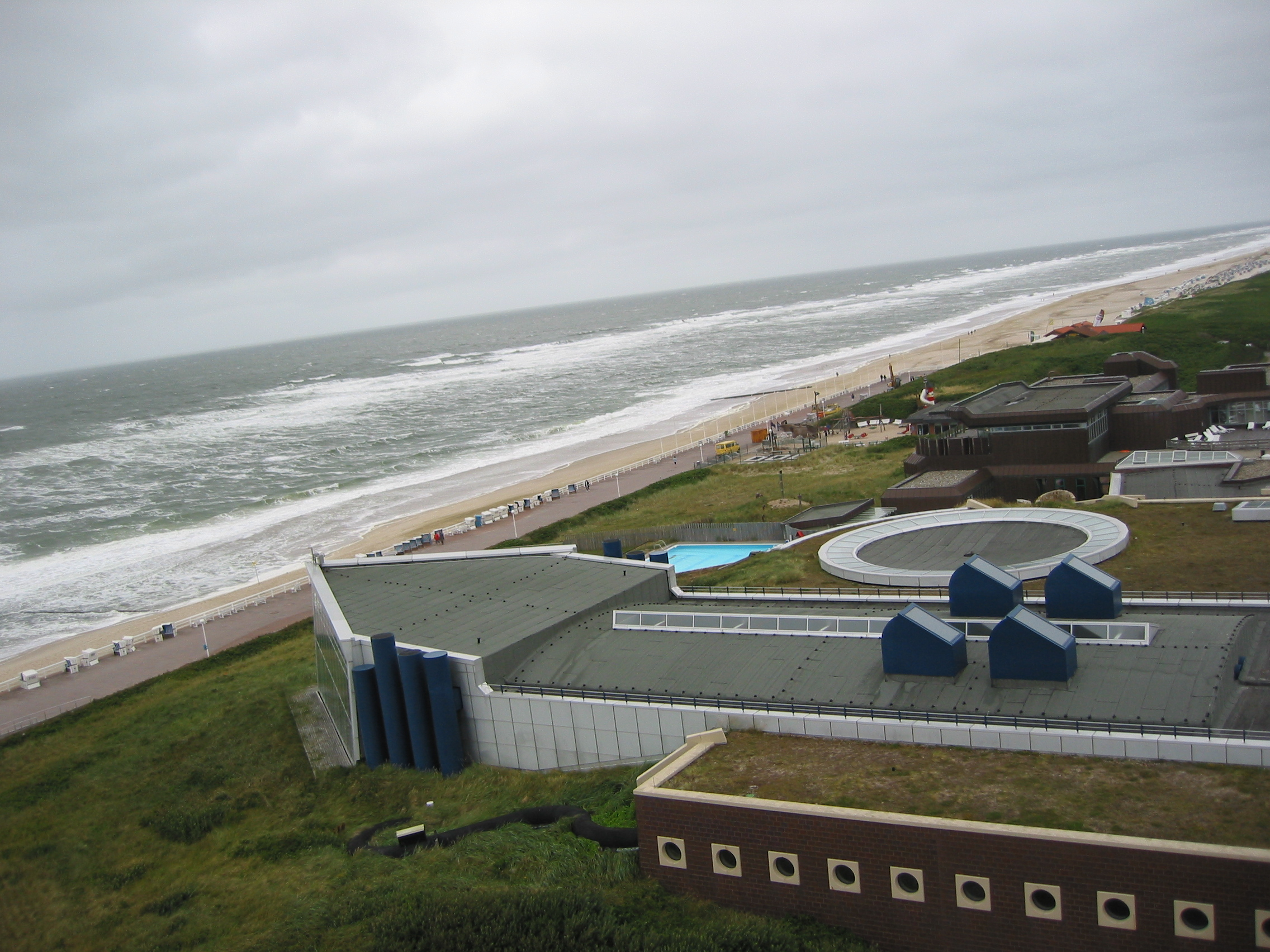
Westerland: la Sylter Welle

Westerland (in frisone: Wäästerlön o Weesterlön, in danese: Vesterland; 10, 45 km²; 9.000 ab. circa) è una popolare località balneare tedesca sul Mare del Nord, capoluogo e centro principale e mondano dell'isola di Sylt (Isole Frisone Settentrionali), nello Schleswig-Holstein (Germania nord occidentale).
Dal punto di vista amministrativo, si tratta di un ex-comune (con status di città dal 1905 al 2008), che ora va a formare insieme agli ex-comuni di Sylt-Ost e Rantum la neo-nata municipalità di Sylt (circondario: Frisia Settentrionale). La cittadina rappresenta il punto di collegamento dell'isola di Sylt con la terraferma, sia tramite ferrovia che tramite trasporto aereo ed è definita "il cuore dell'isola"., sia per la sua collocazione geografica, sia in quanto "fulcro" del turismo dell'isola.

## Geografia fisica

### Collocazione
Westerland si trova lungo la costa centro-occidentale dell'isola di Sylt, a sud di Wenningstedt, a nord-ovest di Tinnum e a circa 5 km ad ovest del villaggio di Keitum.

## Società

### Evoluzione demografica
Al censimento del 2007, Westerland contava una popolazione di 9.032 abitanti.

## Storia
La fondazione di Westerland risale al 1436, quando gli abitanti di Eidum abbandonarono il proprio villaggio in seguito all'alluvione di Ognissanti, che distrusse la maggior parte delle abitazioni. Fu così fondata la nuova località di Hedigen, che già nel 1462 è attestata con il nome di "Westerland".
Nel 1855 Westerland divenne una stazione balneare. La prima stagione turistica a Westerland, che contava all'epoca 500 abitanti, vide la presenza di 98 villeggianti. Nel 1905 la località ottenne lo status di città e nel 1908 anche la denominazione ufficiale di Seebad ("stazione balneare"), circostanza che portò il numero dei visitatori alla cifra di 25.000 all'anno.
A partire dagli anni venti del XX secolo, Westerland divenne anche centro mondano dell'isola. Con l'avvento del nazionalsocialismo, segnatamente a partire dal 1934, l'accesso alla località fu interdetto agli Ebrei, con la conseguente perdita del principale bacino di turisti. Nel 1949 Westerland divenne anche un centro di cure.

## Economia

### Turismo
A Westerland, in cui giungono ogni anni circa 650.000 visitatori, le strutture turistiche dispongono di 25.000 posti letto.

## Luoghi ed edifici di interesse

### Aeroporti
A 2,5 km a nord-est dal centro, si trova l'Aeroporto di Westerland.
Realizzato nel 1913 ed ampliato nel 1939, è, con i suoi 536 ettari di superficie, uno dei più grandi aeroporti della Germania.

### Stazione ferroviaria
La stazione ferroviaria di Westerland, punto di collegamento dell'isola di Sylt con la terraferma, fu costruita nel 1927 nello Jugendstil.
All'esterno dell'edificio, si trova dal 2001 la scultura chiamata Reisende Riesen im Wind ("Giganti viaggianti nel vento"), realizzata da Martin Wolke.

### Kurpromenade
La Kurpromenade è la via che si estende lungo le spiagge di Westerland. Vi si trovano bar, chioschi per le bibite, ecc., oltre al Musikmuschel, il Syltness Center e la Sylter Welle.

#### Musikmuschel
Il Musikmuschel (letteralmente: "Conchiglia della musica") è un palco a forma di conchiglia (da cui il nome) per i concerti (che si svolgono da maggio ad ottobre) eretto nel 1949.

#### Syltness Center
Il Syltness Center fu realizzato negli anni sessanta del XX secolo a scopi terapeutici.

#### Sylter Welle
La Sylter Welle (letteralmente: "Onda di Sylt") è un'area con 1.000 m² di spazi acquatici adibite alle più svariate attività.

### Strandstraße
Lungo la Strandstraße, si trovano hotel, ristoranti, bar, ecc., oltre al Kurhaus.

#### Kurhaus
Il Kurhaus di Westerland fu realizzato nel 1898 su progetto di Johannes Vollmer und Heinrich Jassoy in sostituzione della Conversationshaus, costruito nel 1878 e in seguito distrutta da un incendio.
L'edificio fu utilizzato anche come municipio. Dal 1949, ospita un casinò, che detiene il "record" di essere il più piccolo della Germania.

### Alte Post
L'Alte Post è un edificio in mattoni realizzato nel 1892 per ospitare l'ufficio postale.

### Friedrichstraße
La Friedrichstraße è la via dei ristoranti, delle boutique, dei negozi di giocattoli, dei chioschi, ecc.

### Zentralstrand
La Zentralstrand (letteralmente: "Spiaggia centrale"), la spiaggia meridionale di Westerland, è la spiaggia frequentata soprattutto dai bambini e dagli amanti della tintarella.

### Brandenburger Strand
La Brandenburger Strand, la spiaggia settentrionale di Westerland, è la spiaggia frequentata soprattutto dagli amanti delle attività sportive.

### Chiesa di San Niels
La Chiesa di San Niels è un edificio realizzato tra il 1635 e il 1637 ed ampliato tra il 1701 e il 1789.
Al suo interno, vi si trovano, tra l'altro, una croce risalente al XIII-XIV secolo e portata qui dagli abitanti di Eidum e una nave votiva risalente al 1855
All'esterno, vi si trova un cimitero con 40 alte pietre in selce, che - con ogni probabilità - non sono altro che delle tombre erette tra il XVII e il XVIII secolo.

Nelle vicinanze, si trova anche una stele in memoria di Jap Peter Hansen (1767-1855), il fondatore della letteratura nord-frisone.

### Chiesa di San Nicola
La Chiesa di San Nicola (Nikolaikirche) fu realizzata nel 1908 per garantire un nuovo edificio religioso, dopo che la Chiesa di San Niels non era più sufficientemente spaziosa per contenere i fedeli, il cui numero era - come quello della popolazione totale - costantemente in crescita.
Le decorazioni delle vetrate sono opera di Siegfried Assmann.

### Fontana di Guglielmina
La Fontana di Guglielmina è diventata col tempo uno dei simboli di Westerland: si una scultura realizzata nel 1980 da Ursula Hensel-Krüger (1925-1992) .

Raffigura una bagnante nuda e piuttosto "in carne".

### Acquario
L'Acquario di Westerland ospita oltre 30 vasche: tra le specie presenti, vi sono squali, leoni marini, passere di mare, ostriche, ecc.

### Friedhof der Heimatlosen
Il Friedhof der Heimatlosen, ovvero "Cimitero dei senza patria", fu realizzato nel 1855 per volere dell'ispettore delle coste Wulf Hansen Decker per ospitare le salme ritrovate sulla spiaggia a cui non era stato possibile dare un nome.
Nel cimitero, si trovano 53 croci in legno, l'ultima delle quali fu eretta nel 1907.

## Feste ed eventi
- Biikebrennen, ogni 21 febbraio[17]
- Windsurf World Cup, a fine settembre[9]
- Nel 1972 Westerland ospitò una puntata di Giochi senza frontiere[18].

|  |  |